# Джонстон, Гарри
Генри Джо́нстон (англ. Henry Johnston; 26 сентября 1919 — 12 октября 1973), более известный как Гарри Джонстон (англ. Harry Johnston) — английский футболист и футбольный тренер. В 1951 году был признан футболистом года в Англии по версии Ассоциации футбольных журналистов. Всю свою футбольную карьеру провёл в английском клубе «Блэкпул», с которым сыграл в трёх финалах Кубка Англии. Выступал на позиции защитника, но при необходимости мог сыграть в центре поля и даже на позиции нападающего.

## Клубная карьера
Гарри родился в Манчестере, Англия. В возрасте 15 лет перешёл в клуб «Блэкпул». Три года спустя, 20 ноября 1937 года, дебютировал за основной состав клуба в матче с принципальным соперником «Блэкпула», «Престоном». «Блэкпул» проиграл со счётом 2:0, но даже несмотря на это, Джонстон был признан игроком матча. На последний матч сезона против «Вест Бромвич Альбион» Джонстон был переведён в линию нападения. Это принесло результат: он забил третий гол в ворота «Вест Бромвича», и «Блэкпул» выиграл матч со счётом 3:1. К началу сезона 1938/39 Джонстон был уже игроком основного состава «сисадейров».
После войны, в ходе которой он служил на Среднем Востоке, Джонстон вернулся в «Блэкпул», где стал одним из ключевых игроков команды. Он получил капитанскую повязку и вывел свою команду в финалы Кубка Англии 1948, 1951 и 1953 годов. Последний из этих финалов стал триумфальным для «Блэкпула», и Джонстон поднял Кубок Англии над головой. Всего в Кубке Англии он провёл 40 матчей и забил 3 гола.
В 1951 году Гарри Джонстон был признан футболистом года в Англии по версии Ассоциации футбольных журналистов. Его пытались приобрести другие клубы, но он до конца сохранил верность «Блэкпулу», завершив в нём свою карьеру.
Свой последний матч он сыграл 25 апреля 1955 года против «Ньюкасла». К тому моменту он был рекордсменом по числу игр за «Блэкпул»; позднее этот рекорд был побит Джимми Армфилдом.

## Зал славы «Блэкпула»
Джонстон был включён в Зал славы футбольного клуба «Блэкпул» на «Блумфилд Роуд» в апреле 2006 года, когда он был официально открыт другим бывшим игроком «Блэкпула» Джимми Армфилдом. Джонстон был назван в числе 5 легенд клуба 1950-х годов.

## Карьера в сборной
Джонстон провёл 10 матчей за сборную Англии. В сборной он конкурировал с Билли Райтом, который был игроком основного состава.
Дебют Джонстона за сборную состоялся 27 ноября 1946 года в товарищеском матче против сборной Нидерландов, в котором англичане разгромили соперника со счётом 8:2. Свой последний матч за сборную он провёл 25 ноября 1953 года на «Уэмбли» в матче против сборной Венгрии, который завершился поражением англичан со счётом 3:6.

## Тренерская карьера
В конце 1955 года Джонстон был назначен главным тренером английского клуба «Рединг», в котором он провёл семь сезонов. В 1967 году он вернулся на «Блумфилд Роуд» в качестве помощника главного тренера клуба Стэна Мортенсена. В феврале 1970 года он стал помощником секретаря «Блэкпула», занимаясь вопросами выпуска билетов и редактирования клубных программ на матчи.
Джонстон умер в 1973 году в своём родном городе Манчестере в возрасте 54 лет. «Весь город Блэкпул скорбел, ибо Гарри Джонстон был одним из величайших игроков, носивших оранжевую футболку».

## Достижения
«Блэкпул»
- Обладатель Кубка Англии: 1953
- Финалист Кубка Англии: 1948, 1951
- Обладатель Большого кубка Ланкашира: 1954

Сборная Англии
- Победитель Домашнего чемпионата: Домашний чемпионат Великобритании 1946/1947, Домашний чемпионат Великобритании 1953/1954

Личные достижения
- Футболист года по версии Ассоциации футбольных журналистов: 1950/51